# Suisse aux Jeux paralympiques d'été de 2008
La Suisse a participé aux Jeux paralympiques d'été de 2008 à Pékin. Elle fut représentée par 27 athlètes, qui ont pris part à six catégories sportives : athlétisme, cyclisme, natation, tennis, tir et tir à l'arc.
Heinz Frei, athlète handisport suisse, a participé aux Jeux paralympiques pour la sixième fois.

## Athlétisme
15 athlètes :
Femmes
- Sandra Graf
- Edith Hunkeler
- Pia Schmid
- Manuela Schär

Hommes
- Maurice Amacher
- Christoph Bausch
- Manuel Beeler
- Beat Bösch
- Heinz Frei
- Lukas Hendry
- Marcel Hug
- Urs Kolly
- Tobias Lötscher
- Silvio Rolli (Guide)
- Christoph Sommer
- Benedikt Sturny (Guide)
- Simon Vögeli

Heinz Frei, qui a déjà 12 médailles d'or, va aussi concourir en cyclisme.

## Cyclisme
5 athlètes :
Femmes
- Ursula Schwaller

Hommes
- Heinz Frei
- Franz Nietlispach
- Ivan Renggli
- Lukas Weber

## Natation
1 athlète :
Femmes
- Chantal Cavin

## Tennis en fauteuil roulant
3 athlètes :
Femmes
- Karin Suter-Erath

Hommes
- Daniel dalla Peregrina
- Konstantin Schmaeh

## Tir à l'arc
3 athlètes :
Femmes
- Magali Comte (16e place)

Hommes
- Philippe Horner (franco-suisse)(Médaille de bronze)
- Robert Lehner (6e place)

## Tir sportif
1 athlète :
Hommes
- Patrik Plattner

## Liste des médaillés suisses

### Médailles d'or
| Médailles d'or : |                       |                |                 |
| Sport            | Discipline            | Sportifs       | Performance     |
| Athlétisme       | Marathon femmes T54   | Edith Hunkeler | 1 h 39 min 59 s |
| Cyclisme         | Contre la montre HC B | FREI Heinz     | 22 min 06 s 23  |
| Cyclisme         | Course sur route HC B | FREI Heinz     | 1 h 28 min 25 s |

### Médailles d'argent
| Médailles d'argent : |                  |            |             |
| Sport                | Discipline       | Sportifs   | Performance |
| Athlétisme           | 100 m hommes T52 | BOSCH Beat | 17 s 51     |
| Athlétisme           | 200 m hommes T52 | BOSCH Beat | 31 s 41     |

### Médailles de bronze
| Médailles de bronze : |                          |                 |                 |
| Sport                 | Discipline               | Sportifs        | Performance     |
| Athlétisme            | 200 m femmes T52         | SCHMID Pia      | 39 s 95         |
| Athlétisme            | 200 m femmes T54         | SCHAR Manuela   | 28 s 84         |
| Athlétisme            | 1 500 m femmes T54       | HUNKELER Edith  | 3 min 41 s 03   |
| Athlétisme            | Marathon femmes T54      | GRAF Sandra     | 1 h 40 min 01 s |
| Athlétisme            | Pentathlon hommes P44    | KOLLY Urs       | 4 118 pts       |
| Tir à l'arc           | Men's Ind. Compound-Open | HORNER Philippe | 115/120 pts     |